# Janina Sokołowska-Pituchowa
Janina Sokołowska-Pituchowa (ur. 9 maja 1915 w Żukowie Dolnym, zm. 13 października 2011 w Krakowie) – polska lekarka i anatom. 
Ukończyła studia medyczne na Wydziale Lekarskim Uniwersytetu Jana Kazimierza we Lwowie, uzyskując w 1939 dyplom lekarza. W czasie wojny pracowała w Katedrze Anatomii tej uczelni. W 1945 przeniosła się do Krakowa pracując jako asystent w Katedrze Anatomii UJ. Stopień doktora nauk medycznych uzyskała w 1946 (na podstawie dysertacji na temat miedniczek nerkowych) na Uniwersytecie Jagiellońskim. W 1952 dr Sokołowska przeniosła się do Zakładu Anatomii Patologicznej, kierowanego wówczas przez prof. Janinę Kowalczykową, gdzie w 1955 uzyskała pierwszy stopień specjalizacji z anatomii patologicznej, a 3 lata później stopień kandydata nauk na podstawie pracy Histoformatywne właściwości nerczaka. Od 1960 roku należała do PZPR. W tym samym roku habilitowała się w Akademii Medycznej w Gdańsku pod opieką prof. Michała Reichera na podstawie rozprawy Unaczynienie mięśni kończyny górnej człowieka. W 1967 została mianowana profesorem nadzwyczajnym, a w 1974 profesorem zwyczajnym.
W latach 1962–1963 oraz 1968–1969 Prodziekan Wydziału Lekarskiego AM w Krakowie. W latach 1961–1985 kierownik Zakładu Anatomii Opisowej i Topograficznej Wydziału Lekarskiego Akademii Medycznej im. Mikołaja Kopernika w Krakowie. W latach 1969–1985 dyrektor Instytutu Biologiczno-Morfologicznego AM w Krakowie.
Janina Sokołowska-Pituchowa była członkiem Polskiego Towarzystwa Anatomicznego (od roku 1947) i Polskiego Towarzystwa Lekarskiego (od roku 1959) oraz członkiem honorowym Polskiego Związku Niewidomych.

## Odznaczenia
- Krzyż Kawalerski Orderu Odrodzenia Polski
- Złoty Krzyż Zasługi,
- Medal Komisji Edukacji Narodowej